# Koshi Inaba LIVE 2024 〜en-Zepp〜
『Koshi Inaba LIVE 2024 〜en-Zepp〜』（コウシ・イナバ・ライブ・トゥエンティ・トゥエンティ・フォー・エン・ゼップ）は、日本の音楽ユニット・B'zのボーカリスト・稲葉浩志の6作目の映像作品。2025年9月24日にVERMILLION RECORDSから発売。
『en-Zepp 1』から『en-Zepp 6』の6種類に、すべてをセットにした『COMPLETE CUBE』（完全受注生産限定）を加えた全7種類が、DVDとBlu-ray Discで発売。

## 概要
2024年6月に6日間にわたってZepp Hanedaで行われたレジデンシー公演「Koshi Inaba LIVE 2024 〜en-Zepp〜」をパッケージ化。このライブは、稲葉浩志ソロのキャリアを総括したオールタイムベストライブであり、1stアルバム『マグマ』から最新アルバム『只者』まで、全6作のソロアルバムごとにコンセプトが組まれ、その日限りの楽曲が演奏された。
パッケージは各公演ごとの単体盤と、全日分をコンプリートした完全受注生産限定盤の2形態で発売。限定盤には特典として舞台裏の様子を収めたドキュメンタリー映像やフォトブックなどの特典が同梱される。

## リリース形態
- Koshi Inaba LIVE 2024 〜en-Zepp 1〜
- Koshi Inaba LIVE 2024 〜en-Zepp 2〜
- Koshi Inaba LIVE 2024 〜en-Zepp 3〜
- Koshi Inaba LIVE 2024 〜en-Zepp 4〜
- Koshi Inaba LIVE 2024 〜en-Zepp 5〜
- Koshi Inaba LIVE 2024 〜en-Zepp 6〜

それぞれDVD版とBlu-ray Disc版で発売。
- Koshi Inaba LIVE 2024 〜en-Zepp〜 COMPLETE CUBE

完全受注生産限定盤で、DVD版とBlu-ray Disc版で発売。各単体盤6枚に加え、ドキュメンタリー映像作品「DOCUMENTARY ～Surviving en-Zepp～」、100ページのフォトブック、リリックブック、タダモノノート＆メタルペンシルが特殊ボックスに同梱される。

## メンバー
- 稲葉浩志：ボーカル、ギター、ブルースハープ
- シェーン・ガラース：ドラム
- 徳永暁人：ベース
- Duran：ギター
- サム・ポマンティ：キーボード

## 収録映像

### Koshi Inaba LIVE 2024 〜en-Zepp 1〜
1. 冷血
2. arizona
3. 愛なき道
4. 波
5. そのswitchを押せ
6. なにもないまち
7. 眠れないのは誰のせい
8. 灼熱の人
9. Soul Station
10. NOW

### Koshi Inaba LIVE 2024 〜en-Zepp 2〜
1. O.NO.RE
2. Here I am!!
3. Touch
4. LOVE LETTER
5. AKATSUKI
6. 炎
7. GO
8. くちびる
9. ファミレス午前3時
10. NOW

### Koshi Inaba LIVE 2024 〜en-Zepp 3〜
1. Wonderland
2. I AM YOUR BABY
3. SAIHATE HOTEL
4. 横恋慕
5. あの命この命
6. ハズムセカイ
7. 正面衝突
8. 透明人間
9. NOW

### Koshi Inaba LIVE 2024 〜en-Zepp 4〜
1. 不死鳥
2. 絶対(的)
3. Salvation
4. 静かな雨
5. この手をとって走り出して
6. 主人公
7. CAGE FIGHT
8. Lone Pine
9. 赤い糸
10. NOW

### Koshi Inaba LIVE 2024 〜en-Zepp 5〜
1. Cross Creek
2. 孤独のススメ
3. Golden Road
4. BLEED
5. 念書
6. ルート53
7. ジミーの朝
8. Stay Free
9. oh my love
10. NOW

### Koshi Inaba LIVE 2024 〜en-Zepp 6〜
1. ブラックホール
2. Chateau Blanc
3. Symphony #9
4. マイミライ
5. BANTAM
6. 波
7. 遠くまで
8. VIVA!
9. シャッター
10. 気分はI am All Yours
11. 空夢
12. Starchaser
13. Stray Hearts
14. Sẽno de Revolution
15. CHAIN
16. 羽
17. Okay
18. 我が魂の羅針
19. NOW

### DOCUMENTARY ～Surviving en-Zepp～
『COMPLETE CUBE』（完全受注生産限定）のみに付属。舞台裏の様子を収めたドキュメンタリー映像。